# Randy Couture
Randy Duane Couture (Everett, 22 de junho de 1963) é um ex-atleta de luta olímpica e artes marciais mistas (MMA) e ator norte-americano.
Randy Couture foi 3 vezes campeão mundial dos pesos pesados do UFC e 2 vezes campeão mundial dos meio-pesados do UFC, e está incluído no seu hall da fama. Sua carreira teve início na Luta Olímpica e se tornou um renomado lutador na modalidade, chegando a conquistar uma medalha olímpica. A grande dificuldade que Couture enfrentou na sua carreira foi a idade, onde estreou no UFC com avançados 34 anos de idade, mas o seu excelente preparo físico para as lutas levaram Couture a receber o apelido The Natural, que o levou ao topo dos maiores lutadores de MMA de todos os tempos.
Couture em 2005 mudou-se para Las Vegas, onde abriu sua própria cadeia de ginásios, sob o nome de Xtreme Couture. Couture também fechou uma parceria com Bas Rutten na abertura do Legends Academia em Hollywood, Califórnia.
Couture é conhecido pelo seu estilo de luta com clinchs, quedas e ground-pound, por ser um perito em wrestling, Couture usa sua habilidades para derrubar qualquer oponente e trabalhar golpes fortes na posição de cem quilos, meia guarda e montada.
Couture também tem mostrado toda sua variedade de habilidades no boxe, Muay Thai e Brazilian Jiu-Jitsu. Ele é o único atleta na história do UFC, a ganhar um campeonato depois de se tornar um membro do Hall da Fama e é o atleta mais velho a ganhar um cinturão do UFC e em qualquer promoção do MMA. Junto com o Chuck Liddell, Couture é creditado por fazer o MMA se tornar muito forte na cultura americana e no mundo.
No dia 30 de abril de 2011, Randy Couture se despediu do MMA após uma derrota para Lyoto Machida no UFC 129, em Toronto no Canadá.

## Carreira no Wrestling
Couture lutou na Alderwood Middle School em Seattle, Washington, em seguida, mudou-se para Lynnwood High School, onde ganhou um campeonato estadual, durante seu último ano. Couture serviu no Exército Americano em 1982-1988.
Após a quitação no exército, tornou-se um suplente num período de três anos da equipe olímpica (1988, 1992 e 1996), atualmente pertencendo a divisão NCAA. E ainda em 1991 nos jogos pan-americanos de Havana, foi medalha de ouro na luta greco romana menos de 90 kg.
Em 1992 ele foi o segundo classificado da Divisão I até a 190 libras (86 kg), chegando em segundo depois de Mark Kerr. Couture tinha acordado para a vida das lutas, até que viu um vídeo de um evento do UFC e decidiu seguir uma carreira no MMA.

## UFC

### Primeiros passos no MMA
Antes de ingressar no MMA, Randy foi até à academia de Rickson Gracie nos EUA para se aprimorar e receber instruções sobre lutas daquele que era tido na época, como invencível, melhor do mundo e com um cartel invejável de aproximadamente 400 lutas invictas. Randy no dia chegou a ser finalizado 7 vezes seguidas por Rickson e afirma que ate hoje fica surpreso pela capacidade de luta que tem o brasileiro. Assim, Randy fez sua estreia no MMA no UFC 13, em maio de 1997. Ele entrou no torneio dos Pesados, seu primeiro adversário foi Tony Halme, também conhecido como lutador de wrestling. Logo no inicio a luta foi para o chão, Randy conseguiu a "moda-Rickson" a montada e depois a finalização por mata-leão tudo isso em menos de um minuto. Sua segunda luta na noite foi na final do torneio contra Steven "3d" Graham, outro adversário ainda maior fisicamente. Novamente Randy levou a luta para o chão, marcando uma vitória TKO aos 3:13 minutos do primeiro round.

### A grande Virada: Belfort vs. Couture
Sua nova aparição foi no UFC seguinte, em 17 de outubro de 1997, no UFC 15. Ele lutou contra Vitor Belfort para determinar o número 1 Campeões dos Pesados do UFC. Couture foi considerado o grande azarão nessa luta, com 20 anos Belfort era faixa preta de Carlson Gracie em Jiu-Jitsu, mas também tinha as mãos extremamente rápidas e um forte poder em seus socos.
Couture ganhou nessa luta a reputação de ser um mestre estrategista no MMA. Depois de rodar o octogono evitando a forte e rapida mão esquerda de Vitor, Couture tem o clinch, mas foi incapaz de conseguir a queda. Vitor saiu do clinch,e acertou uma enxurrada de golpes em Couture que se defendeu e tentou levar a luta para o chão. Ele ganhou imediatamente o controle da luta e derrubou Vitor que rapidamente ficou de pé, e acertou Couture com joelhadas. Novamente Couture leva a luta para o clinch evitando o boxe do Vitor. Em torno de 7 minutos, Vitor estava exausto. Couture, mais uma vez levou a luta para o chão, e venceu aluta com vários socos partindo de uma montada, essa luta ficou marcada como uma das maiores viradas na história do MMA, e para Couture até hoje, essa foi a luta mais emocionante da sua carreira.
Sua próxima luta foi no dia 21 de dezembro de 1997, no Japão UFC. Ele lutou contra o então campeão Pesos Pesados do UFC, Maurice Smith, que estava fazendo a defesa seu segundo título, depois de ganhar o cinturão de Mark Coleman no início desse ano. Em uma luta de ritmo lento, calculada, Randy teve várias quedas e tinha o controle do octogono ao longo da luta. Após 21 minutos, ele ganhou por decisão unânime e se tornou o novo campeão dos Pesos Pesados do UFC.

## RINGS: King of Kings 2000
Depois de uma luta cancelada no UFC 17, contra Mark Coleman devido a uma lesão, em 1998, Randy assinou com o Vale Tudo Japonês e foi destituído do cinturão dos Pesos Pesados. No Japão, ele casou uma luta contra Enson Inoue. Depois de levar a luta para o chão, ele perdeu através de um armlock aos 90 segundos do primeiro round. Sua próxima luta foi 20 de março de 1999, para a promoção Rings do Japão. Lá, ele sofreu uma derrota muito controversa para Mikhail Illoukhine através de uma Kimura, muitos fãs culpa a derrota a um erro do árbitro. Depois da derrota, Couture deu uma pausa no MMA para se concentrar em sua carreira de wrestling amador, tendo os Jogos Olímpicos de Verão de 2000 em Sydney, como alvo.
Ele voltou ao MMA, em outubro de 2000 para o torneio RINGS: King of Kings 2000, onde ele derrotou o veterano do UFC Jeremy Horn, por decisão unânime em sua primeira luta e derrotou o veterano do Pancrase Ryushi Yanagisawa, também por decisão unânime, na segunda luta. Estas duas vitórias, o qualificou para a final do torneio, que será no início de 2001. Antes disso, foi oferecido um tiro no título dos Pesos Pesados do UFC contra Kevin Randleman em 17 de novembro de 2000. Randy sofreu várias quedas em dois rounds, mas ele mostrou uma boa defesa de suas costas, frustrando as tentativas de Kevin. No terceiro round, ele levou Randleman ao chão e conseguindo passar a guarda para uma montada começou a desferir vários golpes, vencendo por paralisação do árbitro. Couture ganhou o cinturão do UFC, pela segunda vez.
Em março de 2001, ele voltou a lutar pelo torneio RINGS: King of Kings 2000. Depois de dominar o veterano do UFC Tsuyoshi Kosaka na primeira luta, lutou contra Valentijn Overeem nas semifinais do torneio, e foi apanhado em uma guilhotina no início da luta, essa foi a terceira derrota de Couture e a terceira por finalização. O torneio acabou sendo ganho por Antonio Rodrigo Nogueira, e Randy voltou para o UFC depois disso.

## UFC

### Cinturão dos Pesos Pesados do UFC
Sua primeira defesa do cinturão, foi contra o temido trocador o Kickboxer brasileiro Pedro Rizzo, conhecido como The Rock no UFC 31. Este foi também o primeiro UFC sob a gestão Zuffa, com Dana White como o novo presidente. Em uma das melhores e mais brutais lutas da história do MMA, os dois lutadores terminam a luta muito machucados. Depois de 5 rounds de 5 minutos, Randy foi declarado vencedor por decisão unânime, o que gerou muita controvérsia, muitos fãs sentiram que Rizzo tinha ganhado a luta. Isto levou o UFC a configurar uma revanche imediata entre os dois, que aconteceu no UFC 34, em novembro de 2001. Desta vez, Randy não teve muitos problemas, como tinha ajustado seu estilo ao estilo de Rizzo, Couture ganhou por TKO no terceiro round. Sua terceira defesa foi em março 2002, contra Josh Barnett. No segundo round, Josh derrubou Randy e permaneceu em cima, vencendo por TKO. Após a luta, foi revelado que Josh havia testado positivo para esteróides anabolizantes, que posteriormente foi despojado do seu título e deixou o UFC. Randy foi enfrentar Ricco Rodriguez pelo cinturão dos Pesos Pesados do UFC vaga na UFC 39, no final de 2002. Depois de dominar os três primeiros rounds, aos 39 anos de idade Randy começou a mostrar sinais de cansaço. No quinto round, Ricco levou Randy para baixo e acertou um golpe com o cotovelo no olho de Randy, quebrando o osso orbital de Randy, forçando Randy Couture a desistir da luta.

### Cinturão dos Meio-Pesados do UFC e a Trilogia Liddell
Após suas duas derrotas consecutivas na divisão dos pesos-pesados para oponentes maiores fisicamente, Couture desceu de categoria para lutar na divisão dos meio-pesados do UFC, categoria até 93 kg. Em sua estreia no meio-pesados, Couture enfrentou um candidato ao cinturão Chuck Liddell pelo título interino dos meio-pesados. Couture mostrou novamente um esgotamento físico, mas depois de 3 rounds, ele levou a luta para o chão, e venceu por TKO depois de um ótimo trabalho no ground-pound, aqui começaria uma trilogia histórica no mundo do MMA. Couture tornou-se uma lenda ganhando títulos de campeão em duas classes de peso, um feito em 2008 igualado por BJ Penn, nesta oportunidade Couture ganhou o apelido de "Capitão América". Sua próxima luta seria para resolver quem era o campeão dos meio-pesados do UFC. Couture enfrentou o campeão Tito Ortiz que havia defendido o cinturão por cinco vezes para a unificação dos cinturões dos meio-pesados do UFC. Couture ganhou uma decisão unânime e tornou-se o indiscutível campeão do meio-pesados do UFC aos 40 anos.
A primeira defesa de cinturão por Couture foi contra Vitor Belfort, a quem havia derrotado em 1997. No primeiro round, como Couture diminuiu a distância para tentar a trocação, Belfort acertou um gancho de esquerda que raspou em seu olho direito. Um pedaço de luva Belfort causou sérios danos no olho de Couture, e Vitor foi declarado vencedor por interrupção médica, com semblante muito triste pelos problemas pessoais e por não ter vencido pelo seu esforço Vitor recebeu o cinturão. O reencontro aconteceu no final daquele ano, com Randy dominando todos os três primeiros rounds, venceu por interrupção médica devido a um corte. Isso fez-lhe duas vezes campeão dos meio-pesados do UFC e duas vezes campeão dos pesos pesados do UFC.
Em 16 de abril de 2005 no UFC 52, Couture e Liddell travaram o segundo combate da trilogia, dessa vez Couture sofreu seu primeiro nocuate da sua carreira perdendo o cinturão na revanche contra Chuck Liddell, depois daquela luta Liddell ficou conhecido como "The Iceman". Couture voltou em agosto com uma vitória sobre Mike Van Arsdale para se restabelecer como um forte candidato ao cinturão.
Ele enfrentou Liddell novamente, para a terceira e ultima luta entre os dois, a luta aconteceu em 4 de fevereiro de 2006, no UFC 57. A luta quebrou vários recordes de bilheteria e de assinaturas de PPPV. Randy afirmou que a cotovelada acidental de Liddell na sua última luta, o levou a ficar com raiva e imprudente que o deixou vulnerável ao nocaute e que não iria cometer esse erro novamente. Chuck disse que só pensa nocatear Randy de novo.
No inicio da luta, os dois partiram para o ataque levando a luta para a uma incrível trocação, Liddell recebendo um corte acima do olho e Couture acabou tendo o nariz quebrado após um forte uppercut. Couture, em seguida, venceu o primeiro round com duas excelentes quedas. No segundo round foi da mesma maneira partindo para o ataque. Então Couture telegrafou um golpe a com mão direita, Liddell aproveitou a chance, evitou o ataque de Couture e pegou-o com um gancho de direita no meio do queixo. Couture caiu de joelhos e Liddell começa a atacá-lo com vários golpes na cabeça. O árbitro interveio e interrompeu o combate aos 1:28 do segundo round, nomeando "The Iceman" Chuck Liddell vencedor por nocaute.
Imediatamente após a luta em uma entrevista pós-luta ao comentarista do UFC Joe Rogan, Couture anunciou sua aposentadoria do MMA, embora ele continuaria como um comentador do UFC e um treinador de lutadores de MMA.
Esse foi o capítulo final da trilogia histórica entre Couture vs. Liddell.

### Hall da Fama do UFC
Em 24 de junho de 2006, durante The Ultimate Fighter 3 Finale, que foi transmitido ao vivo pela Spike TV, Couture se tornou o quarto lutador para ser introduzido no Hall da Fama do UFC, juntando Royce Gracie, Dan Severn e Ken Shamrock.

### Aposentadoria

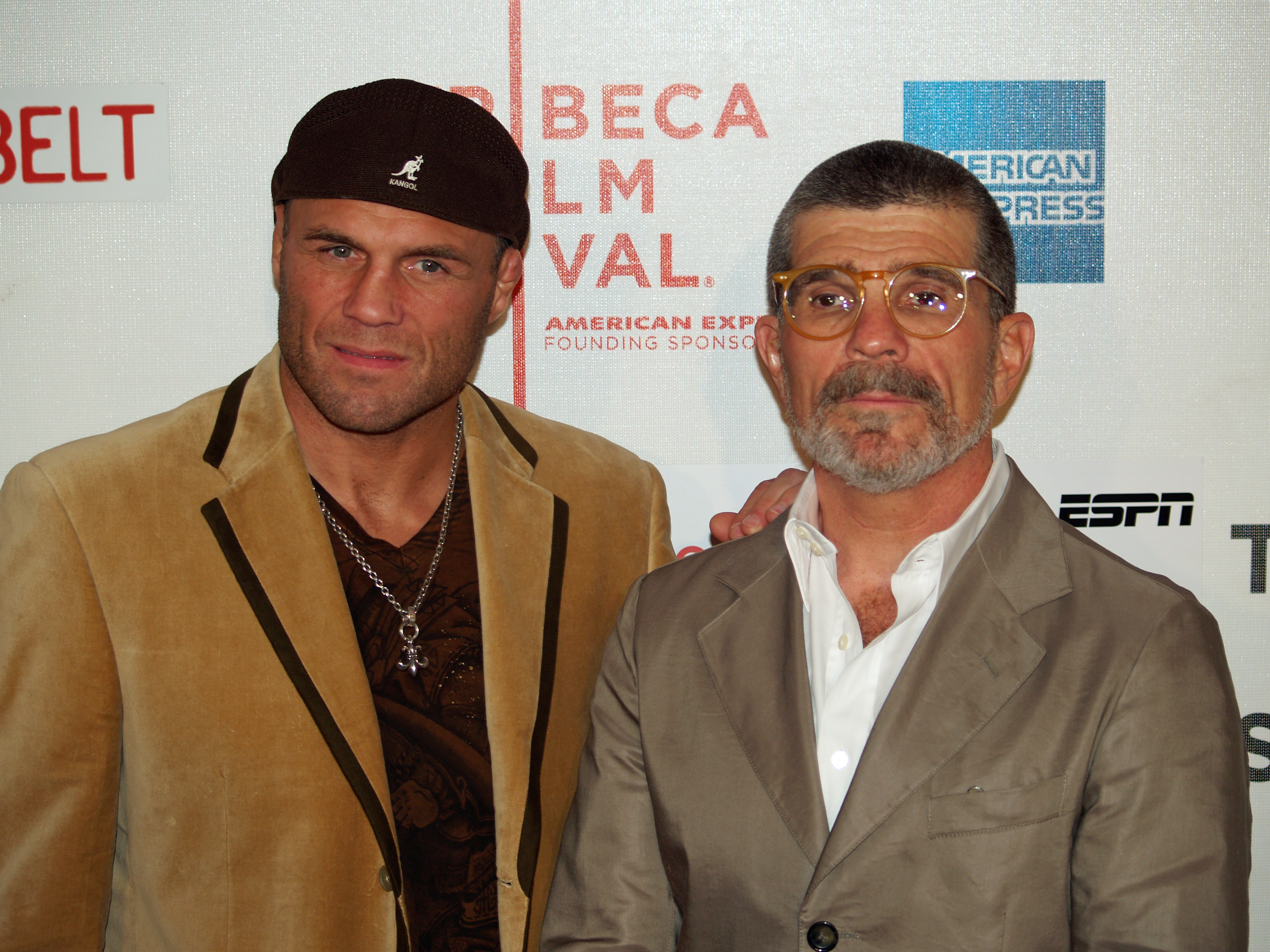
Couture no lançamento do Filme Cinturão Vermelho.

Depois de se aposentar, Couture começou a aparecer nos eventos do UFC como comentarista de transmissão regular e como co-apresentador do programa "Before / After The Bell" em The Fight Network. Ele também apareceu na comédia Big Stan protagonizada por Rob Schneider, ainda apareceu dois companheiros de MMA: Don Frye e Bob Sapp.
Em 17 de novembro de 2006, Couture decidiu competir atleticamente novamente, enfrentando Campeão de Brazilian Jiu-Jitsu Ronaldo Souza o popular "Jacaré". A luta terminou em um empate.
Couture também teve uma pequena aparição na temporada final do The Unit da CBS, como um guarda militar e no filme Cinturão Vermelho como comentarista de lutas. Couture também apareceu em um episódio de The History Channel "Human Weapon" em 27 de setembro de 2007, e estrelou o filme de 2008, O Escorpião Rei 2.

### Recuperando o Cinturão dos Pesos Pesados do UFC
Em 11 de janeiro de 2007, Couture apareceu em uma entrevista no programa revista TV Spike, para anunciar seu retorno da aposentadoria. Em uma conversa com Joe Rogan, Couture confirmou que ele estaria enfrentando Tim Sylvia pelo cinturão dos Pesos Pesados no UFC 68 em 3 de março de 2007 e revelou que tinha assinado um contrato de quatro lutas, em um período de dois anos.
Aos 43 anos de idade, Couture derrotou o então campeão Tim Sylvia no UFC 68, por unanimidade, para reclamar o seu terceiro título de campeão do Pesos Pesados do UFC. O primeiro soco de Couture, aos 08 segundos do primeiro round, enviou os 2,03 m do Tim Sylvia para o chão. Couture controlou o ritmo da luta durante os cinco rounds, sufocando Sylvia com quedas impressionantes e numerosas. Os três juízes marcou a luta de Couture 50-45, fazendo dele o primeiro lutador na história do UFC a se tornar um tri-campeão.
Em 25 de agosto de 2007, no UFC 74, no Mandalay Bay Events Center em Las Vegas, Couture defendeu seu cinturão contra Gabriel Gonzaga, que derrotou Mirko "Cro Cop" Filipovic no UFC 70 para se tornar o desafiante. Em uma boa luta, Couture derrotou Gonzaga por TKO (golpes) mantendo o cinturão. Couture sofreu uma fratura no braço esquerdo ao bloquear alguns chutes do "Napão" durante a luta. O pontapé separou o osso ulna. A lesão colocou o braço do campeão dos pesos pesados do UFC, de molho durante seis semanas. Esta seria a menor das suas preocupações, logo após a luta ele estaria envolvido em uma batalha judicial com o UFC.

### Renúncia e disputa com o UFC
Em 11 de outubro de 2007, Couture anunciou que estava cortando todos os laços com o UFC, deixando duas lutas do contrato e seu cinturão dos Pesos Pesados do UFC. Couture reclamou dizendo que não havia recebido o combinado pelas vitórias sobre Tim Sylvia e Gabriel Gonzaga. Couture admitiu assinar uma luta contra o número 1 dos Pesos Pesados do MMA, Fedor Emelianenko. Dana White retrucou dizendo que não liberaria Randy enquanto ele não lutasse as duas lutas programadas. Couture contra-atacou dizendo que o contrato tinha sido quebrado ao não ter recebido as premiações combinadas, tendo dito que estaria disposto a enfrentar Fedor pela M-1 Global.
Depois de várias brigas nos tribunais, em 2 de agosto de 2008 a Zuffa conseguiu avançar uma proposta de uma sentença sobre situação contratual Randy Couture com o UFC.

### UFC 91
Em 2 de setembro de 2008, o UFC anunciou um acordo de 3 lutas com Randy, Randy Couture aos 45 anos decidiu retornar a promoção do UFC. Sua primeira luta foi realizada no UFC 91, na madrugada de 16 de novembro de 2008, Couture enfrentou o gigante Brock Lesnar. Couture entrou no octagon aclamado por todo o público que lotava o MGM Grand Arena; já Lesnar ouvia uma vaia ensurdecedora. Na hora do combate, quem esperava que o gigante iria se afobar diante do experiente campeão, se enganou. Lesnar se saía bem na trocação, graças ao seu forte punch, e derrubou Couture algumas vezes no primeiro round. Tranquilo no combate, o campeão parecia administrar bem a luta, mas acabou surpreendido no segundo round. Lesnar desferiu uma joelhada, Couture sentiu, levou ainda mais um golpe e caiu, onde foi alvo de uma série de socos, até o juiz interromper a disputa e declarar o nocaute técnico. "Eu não consigo acreditar", vibrou Lesnar ao conquistar o cinturão. Com a vitória, Brock Lesnar se tornou o novo campeão dos pesos pesados do UFC, e, mais tarde, derrotou o então campeão interino, Frank Mir, para unificar o título.

### Couture vs. Minotauro
Em 26 de fevereiro de 2009, foi relatado que Couture concordou em lutar com o ex-UFC campeão interino dos pesados e ex-Campeão do Pride dos Pesos Pesados Antonio Rodrigo Nogueira no UFC 102 em Portland, OR. Nesse combate, em 29 de agosto 2009, Couture perdeu num dos maiores combates da história do UFC, por decisão unânime. Apesar da derrota, Couture mostrou bastante resistência, sobrevivendo a duas quedas após murros de Nogueira e a um katagatame, que Nogueira se viu obrigado a abandonar.
Após a derrota, Couture disse que sentiu como se estivesse na melhor forma de sua vida, e que ele vai esperar e ver o que o UFC tem para ele no futuro.

### O Retorno aos Meio-Pesados
Após a luta contra Nogueira, Dana White anunciou Couture tinha assinado um novo contrato de 6 lutas, antes da luta contra Nogueira. (Em outras palavras, a derrota para Nogueira foi a primeira luta com o seu novo contrato, que substituiu o contrato anterior.)
Em 14 de novembro de 2009, Couture derrotou Brandon Vera na sua primeira luta na categoria dos Meio-Pesados desde sua derrota para Chuck Liddell, em 2006. Randy controlava o ritmo da luta, dominando o clinch e, apesar de não conseguir derrubar o Brandon Vera e ser derrubado por ele no último round, ganhou uma decisão unânime. Com 46 anos de idade, Couture se tornou o mais velho lutador a ganhar uma luta no UFC.

## Enfrentando Lendas

### The Natural vs. The Hammer
Couture fechou um acordo verbal para lutar contra o companheiro de Hall da Fama do UFC, Mark Coleman no UFC 109. A luta marcou a primeira vez em que dois membros do Hall da Fama do UFC lutaram no Octagono. Os dois já quase lutaram no UFC 17 em 1998, mas uma lesão forçou Couture a cancelar o combate. Esta luta marcou os mais velhos, experientes e consagrados lutadores a se enfrentar no UFC.
Mark Coleman se mostrou muito lento durante o combate. No 2º round, Couture começou de forma alucinante, derrubando Coleman, passando a guarda facilmente e finalizando com um mata-leão. Após a luta, Coleman se disse decepcionado com seu rendimento durante a luta.

### The Natural vs. Lights Out
Após o UFC 109, Couture teve seu nome envolvido em vários rumores sobre sua próxima luta, primeiro surgiu a ideia de uma luta entre Couture e Rich Franklin no UFC 115, mas como Tito Ortiz estava fora da sua luta contra Chuck Liddell, surgiu na imprensa que um dos patrocinadores do UFC estava forçando White a casar uma luta intitulada "Couture e Liddell IV" para promover o UFC 116. Mas apesar de Couture estar a favor de uma luta sua contra Franklin, o UFC preferiu casar uma luta entre Liddell e Franklin. Após vários rumores via twitter, Couture disse-se disposto a receber a lenda do boxe James "Lights Out" Toney no UFC, e após um tempo a luta foi realizada no UFC 118, no dia 28 de agosto de 2010. Nas entrevistas antes da luta, Toney disse que o boxe era superior ao MMA, ao que Couture rebateu dizendo que o boxe está morto. No countdown do UFC 118, Toney, como todo boxeador, voltou a falar muito para promover a luta, dizendo: "Dana, se você quer lutadores de verdade, socos de verdade, você verá...". Chegou até mesmo chamar Couture de princesa, que disse que o boxe é apenas uma pequena parte do MMA, e que as mãos de Toney não iriam tocar nele durante a luta. Após muitas provocações, o duelo intitulado com MMA vs. Boxe começou com Couture partindo para cima e derrubando Toney com apenas incríveis 15 segundos, e com apenas 3 segundos conseguiu a montada, a público em delírio começou a gritar "U-F-C!...". Mesmo sendo efetivo no ground n' pound, ariscou e encaixou um katagatame em Toney que se rendeu, desistindo verbalmente. Essa foi a quarta vitória de Couture por finalização, Couture e Toney se cumprimentaram após a luta mostrando bastante respeito. Ainda no octógono, durante a entrevista com o comentárista do UFC Joe Rogan, o mestre de Jiu-Jitsu de Couture, Neil Melanson, o concedeu a faixa preta de Jiu-Jitsu.

### Aposentadoria definitiva
Após alguns meses sem lutar, Couture mostrou sinais que sua aposentadoria está chegando, durante uma entrevista durante o programa MMA Live, da ESPN. Couture disse: “Não acho que farei nenhum anúncio público porque acho que ninguém acreditará nisso... Fiz isso uma vez e voltei. Não quero ser como o Brett Favre. Sinto que tive minhas guerras, lutei as minhas batalhas. Estou competindo e treinando e me sinto melhor do que nunca fisicamente mas não me vejo fazendo outra corrida pelo título na categoria dos pesados ou dos meio-pesados, para ser honesto... Honestamente, minhas últimas lutas foram mais curiosas do que qualquer coisa. Sem querer tirar o mérito dos meus adversários, mas essa é a verdade. De fato elas não tiveram importância na categoria e nem me colocaram um pouco mais próximo do título e tenho que tomar uma decisão em algum momento, então acho que consideraria mais uma luta como essa. Eu poderia ainda competir mas não me vejo disputando o cinturão no futuro”. Com o sucesso do filme Os Mercenários, bem provável que após a aposentadoria Couture entre para o mundo do cinema.
Após dizer publicamente que gostaria de enfrentar Lyoto Machida, o UFC atendeu o pedido de Couture e dos fãs de MMA, casou a luta entre os dois para 30 de Abril de 2011 no Rogers Centre em Toronto Canadá no UFC 129. No combate, Couture procurou o clinch no primeiro round, porém foi surpreendido por vários contra ataques de Machida, no inicio do segundo round, Machida acertou um Chute Frontal Voador (do karatê: Mae Tobi Geri) que nocauteou Couture. Após o combate, Machida prestou uma homenagem a Randy, que agradeceu todos os fãs durante todos os anos e em tom humor falou que havia perdido um dente após o nocaute.

## Vida Pessoal
Couture foi casado com Sharon e Tricia e recentemente casado com Kim. Ele tem três filhos, os filhos Ryan e Caden, e sua filha Aimee, além de um enteado. Seu filho Ryan Couture segue os mesmo passos do pai como lutador de MMA, porém além de possuir um estilo de jiu-jitsu que ao contrário de seu pai que possui como estilo base o wrestling, Ryan está fazendo carreira no Strikeforce evento concorrente do UFC, evento em que Couture desenvolveu quase toda sua carreira.

### Carreira no Cinema
Como é de se esperar um super astro como Randy Couture já foi convidado a fazer alguns filmes, entre os principais estão: O Escorpião Rei 2, Cinturão Vermelho e Os Mercenários (Super produção do Sylvester Stallone) The Hard Whay.

## Cartel no MMA
| Cartel no MMA   |             |             |
| 30 lutas        | 19 vitórias | 11 derrotas |
| Por nocaute     | 7           | 6           |
| Por finalização | 4           | 4           |
| Por decisão     | 8           | 1           |

| Res.    | Cartel | Oponente           | Método                               | Evento                            | Data       | Round | Tempo | Local                      | Notas                                                               |
| ------- | ------ | ------------------ | ------------------------------------ | --------------------------------- | ---------- | ----- | ----- | -------------------------- | ------------------------------------------------------------------- |
| Derrota | 19–11  | Lyoto Machida      | Nocaute (chute frontal voador)       | UFC 129: St. Pierre vs. Shields   | 30/04/2011 | 2     | 1:05  | Toronto, Ontário           | Aposentou-se do MMA.                                                |
| Vitória | 19–10  | James Toney        | Finalização (katagatame)             | UFC 118: Edgar vs. Penn II        | 28/08/2010 | 1     | 3:19  | Boston, Massachusetts      |                                                                     |
| Vitória | 18–10  | Mark Coleman       | Finalização (mata leão)              | UFC 109: Relentless               | 06/02/2010 | 2     | 1:09  | Las Vegas, Nevada          |                                                                     |
| Vitória | 17-10  | Brandon Vera       | Decisão (unânime)                    | UFC 105: Couture vs. Vera         | 14/11/2009 | 3     | 5:00  | Manchester                 | Retorno aos Meio Pesados.                                           |
| Derrota | 16-10  | Rodrigo Minotauro  | Decisão (unânime)                    | UFC 102: Couture vs. Nogueira     | 30/08/2009 | 3     | 5:00  | Portland, Oregon           |                                                                     |
| Derrota | 16-9   | Brock Lesnar       | Nocaute Técnico (socos)              | UFC 91: Couture vs. Lesnar        | 15/11/2008 | 2     | 3:07  | Las Vegas, Nevada          | Perdeu o Cinturão Peso Pesado do UFC.                               |
| Vitória | 16-8   | Gabriel Gonzaga    | Nocaute Técnico (socos)              | UFC 74: Respect                   | 25/08/2007 | 3     | 1:37  | Las Vegas, Nevada          | Defendeu o Cinturão Peso Pesado do UFC.                             |
| Vitória | 15-8   | Tim Sylvia         | Decisão (unânime)                    | UFC 68: The Uprising              | 03/03/2007 | 5     | 5:00  | Columbus, Ohio             | Ganhou o Cinturão Peso Pesado do UFC.                               |
| Derrota | 14-8   | Chuck Liddell      | Nocaute (soco)                       | UFC 57: Liddell vs. Couture III   | 04/02/2006 | 2     | 1:28  | Las Vegas, Nevada          | Pelo Cinturão Meio Pesado do UFC.                                   |
| Vitória | 14-7   | Mike Van Arsdale   | Finalização (anaconda choke)         | UFC 54: Boiling Point             | 20/08/2005 | 2     | 0:52  | Las Vegas, Nevada          |                                                                     |
| Derrota | 13-7   | Chuck Liddell      | Nocaute (socos)                      | UFC 52: Couture vs. Liddell II    | 16/04/2005 | 1     | 2:06  | Las Vegas, Nevada          | Perdeu o Cinturão Meio Pesado do UFC.                               |
| Vitória | 13-6   | Vitor Belfort      | Nocaute Técnico (interrupção médica) | UFC 49: Unfinished Business       | 21/08/2004 | 3     | 5:00  | Las Vegas, Nevada          | Ganhou o Cinturão Meio Pesado do UFC.                               |
| Derrota | 12-6   | Vitor Belfort      | Nocaute Técnico (corte)              | UFC 46: Supernatural              | 31/01/2004 | 1     | 0:49  | Las Vegas, Nevada          | Perdeu o Cinturão Meio Pesado do UFC.                               |
| Vitória | 12-5   | Tito Ortiz         | Decisão (unânime)                    | UFC 44: Undisputed                | 26/09/2003 | 5     | 5:00  | Las Vegas, Nevada          | Ganhou o Cinturão Meio Pesado do UFC.                               |
| Vitória | 11-5   | Chuck Liddell      | Nocaute Técnico (socos)              | UFC 43: Meltdown                  | 06/06/2003 | 3     | 2:40  | Las Vegas, Nevada          | Ganhou o Cinturão Interino do Meio Pesado do UFC.                   |
| Derrota | 10-5   | Ricco Rodriguez    | Finalização (golpes)                 | UFC 39: The Warriors Return       | 27/09/2002 | 5     | 3:04  | Uncasville, Connecticut    | Pelo Cinturão Vago do Peso Pesado do UFC.                           |
| Derrota | 10-4   | Josh Barnett       | Nocaute Técnico (socos)              | UFC 36: Worlds Collide            | 22/03/2002 | 2     | 4:35  | Las Vegas, Nevada          | Perdeu o Cinturão Peso Pesado do UFC; Barnett falhou no antidoping. |
| Vitória | 10-3   | Pedro Rizzo        | Nocaute Técnico (golpes)             | UFC 34: High Voltage              | 02/11/2001 | 3     | 1:38  | Las Vegas, Nevada          | Defesa do Cinturão Peso Pesado do UFC.                              |
| Vitória | 9-3    | Pedro Rizzo        | Decisão (unânime)                    | UFC 31: Locked and Loaded         | 04/05/2001 | 5     | 5:00  | Atlantic City, Nova Jersey | Defesa do Cinturão Peso Pesado do UFC.                              |
| Derrota | 8-3    | Valentijn Overeem  | Finalização (guilhotina)             | RINGS: King of Kings 2000 Final   | 24/02/2001 | 1     | 0:56  | Tóquio, Japão              |                                                                     |
| Vitória | 8-2    | Tsuyoshi Kohsaka   | Decisão (unânime)                    | RINGS: King of Kings 2000 Final   | 24/02/2001 | 2     | 5:00  | Tóquio, Japão              |                                                                     |
| Vitória | 7-2    | Kevin Randleman    | Nocaute Técnico (golpes)             | UFC 28: High Stakes               | 17/11/2000 | 3     | 4:13  | Atlantic City, Nova Jersey | Ganhou o Cinturão Peso Pesado do UFC.                               |
| Vitória | 6-2    | Ryushi Yanagisawa  | Decisão (majoritária)                | RINGS: King of Kings 2000 Block A | 09/10/2000 | 2     | 5:00  | Tóquio, Japão              |                                                                     |
| Vitória | 5-2    | Jeremy Horn        | Decisão (unânime)                    | RINGS: King of Kings 2000 Block A | 09/10/2000 | 3     | 5:00  | Tóquio, Japão              |                                                                     |
| Derrota | 4-2    | Mikhail Illoukhine | Finalização (kimura)                 | RINGS: Rise 1st                   | 20/03/1999 | 1     | 7:43  | Japão                      |                                                                     |
| Derrota | 4-1    | Enson Inoue        | Finalização (chave de braço)         | Vale Tudo Japan 1998              | 25/10/1998 | 1     | 1:39  | Japão                      |                                                                     |
| Vitória | 4-0    | Maurice Smith      | Decisão (majoritária)                | UFC Japão                         | 21/12/1997 | 1     | 21:00 | Yokohama, Japão            | Ganhou o Cinturão Peso Pesado do UFC.                               |
| Vitória | 3-0    | Vitor Belfort      | Nocaute Técnico (golpes)             | UFC 15: Collision Course          | 17/10/1997 | 1     | 8:17  | Bay St. Louis, Mississippi |                                                                     |
| Vitória | 2-0    | Steven Graham      | Nocaute Técnico (golpes)             | UFC 13: Ultimate Force            | 30/05/1997 | 1     | 3:13  | Augusta, Geórgia           | Ganhou o Torneio do UFC 13.                                         |
| Vitória | 1-0    | Tony Halme         | Finalização (mata-leão)              | UFC 13: Ultimate Force            | 30/05/1997 | 1     | 0:57  | Augusta, Geórgia           |                                                                     |